# Gbinti
Gbinti – miasto w Sierra Leone, w prowincji Północnej, w dystrykcie Port Loko. Miejscowość zamieszkuje około 10 000 ludności. Główną grupą etniczną są Fulanie, a dominującą religią jest islam.